# Cleonymia penicillata
Cleonymia penicillata là một loài bướm đêm trong họ Noctuidae.